# Чорнобильське серце
Чорнобильське серце (англ. Chernobyl Heart) — документальний фільм Маріани Делео 2003 року. Фільм отримав нагороду Оскар «Кращий документальний короткометражний фільм» на 76-й нагороді академії. 
У фільмі ДеЛео подорожує по Україні та Білорусі з Аді Рошем, ірландським засновником Чорнобильського дитячого проекту, спостерігаючи за впливом Чорнобильської ядерної катастрофи на здоров'я дітей. Багато дітей розвинули раніше невідомий стан деградації серця відомий як "серце Чорнобиля", на додаток до інших сильних ефектів радіаційного отруєння. 
DeLeo знову досліджував Чорнобильську катастрофу в 2008 році з фільмом White Horse.

## Деталі трансляції та випуску
- Чорнобильське серце було представлено Генеральній Асамблеї ООН 28 квітня 2004 року. [5]
- Фільм транслювався в США компанією HBO 9 вересня 2004 року. [6]
- Він був показаний в Австралії 26 квітня 2005 року в рамках програми Іноземний кореспондент Австралійської телерадіокомпанії[7].

## Зовнішні посилання
- Чорнобильське серце на сайті IMDb (англ.)
- Чорнобильське серце на сайті AllMovie (англ.)